# Нукуалофа
Нукуалофа (тнг. Nuku'alofa) је главни град тихоокеанске Краљевине Тонга. Налази се на северној обали острва Тонгатапу, на врло малој надморској висини. Број становника 2005. је био 70.670, што чини више од 65% становништва земље.

## Географија

### Клима
Нукуалофа има климу тропских прашума (Af) према Кепеновој класификацији климе. Подручје има приметно влажније и сушније периоде током године, али нема прави месец сушне сезоне где месечне падавине падају испод 60 mm (2,4 in). Температуре су нешто топлије током јануара и фебруара, где се просечне температуре крећу око 25 °C (77 °F) него у јуну и јулу где су просечне температуре отприлике 21 °C (70 °F). Нукуалофа види нешто више од 1.700 mm (67 in) падавина годишње. Како су пасати скоро стални и циклони нису ретки у Нукуалофи, клима није екваторијална, већ морска пасатна и тропска клима.
| Клима Нукуалофе (елевација: 2) | Клима Нукуалофе (елевација: 2) | Клима Нукуалофе (елевација: 2) | Клима Нукуалофе (елевација: 2) | Клима Нукуалофе (елевација: 2) | Клима Нукуалофе (елевација: 2) | Клима Нукуалофе (елевација: 2) | Клима Нукуалофе (елевација: 2) | Клима Нукуалофе (елевација: 2) | Клима Нукуалофе (елевација: 2) | Клима Нукуалофе (елевација: 2) | Клима Нукуалофе (елевација: 2) | Клима Нукуалофе (елевација: 2) | Клима Нукуалофе (елевација: 2) |
| Показатељ \ Месец              | .Јан.                          | .Феб.                          | .Мар.                          | .Апр.                          | .Мај.                          | .Јун.                          | .Јул.                          | .Авг.                          | .Сеп.                          | .Окт.                          | .Нов.                          | .Дец.                          | .Год.                          |
| ------------------------------ | ------------------------------ | ------------------------------ | ------------------------------ | ------------------------------ | ------------------------------ | ------------------------------ | ------------------------------ | ------------------------------ | ------------------------------ | ------------------------------ | ------------------------------ | ------------------------------ | ------------------------------ |
| Апсолутни максимум, °C (°F)    | 32 (90)                        | 32 (90)                        | 31 (88)                        | 30 (86)                        | 30 (86)                        | 28 (82)                        | 28 (82)                        | 28 (82)                        | 28 (82)                        | 29 (84)                        | 30 (86)                        | 31 (88)                        | 32 (90)                        |
| Максимум, °C (°F)              | 29,4 (84,9)                    | 29,9 (85,8)                    | 29,6 (85,3)                    | 28,5 (83,3)                    | 26,8 (80,2)                    | 25,8 (78,4)                    | 24,9 (76,8)                    | 24,8 (76,6)                    | 25,3 (77,5)                    | 26,4 (79,5)                    | 27,6 (81,7)                    | 28,7 (83,7)                    | 27,3 (81,1)                    |
| Просек, °C (°F)                | 26,4 (79,5)                    | 26,8 (80,2)                    | 26,6 (79,9)                    | 25,3 (77,5)                    | 23,6 (74,5)                    | 22,7 (72,9)                    | 21,5 (70,7)                    | 21,5 (70,7)                    | 22,0 (71,6)                    | 23,1 (73,6)                    | 24,4 (75,9)                    | 25,6 (78,1)                    | 24,1 (75,4)                    |
| Минимум, °C (°F)               | 23,4 (74,1)                    | 23,7 (74,7)                    | 23,6 (74,5)                    | 22,1 (71,8)                    | 20,3 (68,5)                    | 19,5 (67,1)                    | 18,1 (64,6)                    | 18,2 (64,8)                    | 18,6 (65,5)                    | 19,7 (67,5)                    | 21,1 (70)                      | 22,5 (72,5)                    | 20,9 (69,6)                    |
| Апсолутни минимум, °C (°F)     | 16 (61)                        | 17 (63)                        | 15 (59)                        | 15 (59)                        | 13 (55)                        | 11 (52)                        | 10 (50)                        | 11 (52)                        | 11 (52)                        | 12 (54)                        | 13 (55)                        | 16 (61)                        | 10 (50)                        |
| Количина кише, mm (in)         | 174 (6,85)                     | 210 (8,27)                     | 206 (8,11)                     | 165 (6,5)                      | 111 (4,37)                     | 95 (3,74)                      | 95 (3,74)                      | 117 (4,61)                     | 122 (4,8)                      | 128 (5,04)                     | 123 (4,84)                     | 175 (6,89)                     | 1,721 (67,76)                  |
| Дани са кишом                  | 17                             | 19                             | 19                             | 17                             | 15                             | 14                             | 15                             | 13                             | 13                             | 11                             | 12                             | 15                             | 180                            |
| Релативна влажност, %          | 77                             | 78                             | 79                             | 76                             | 78                             | 77                             | 75                             | 75                             | 74                             | 74                             | 73                             | 75                             | 76                             |
| Извор: Weatherbase             |                                |                                |                                |                                |                                |                                |                                |                                |                                |                                |                                |                                |                                |

## Историја
Град је настао на месту тврђаве из 1807. Она је више пута рушена и обнављана. Коначно је Тонга поново уједињена 1845, а краљ Џорџ Тупу I је прогласио Нукуалофу за престоницу Тонге. Име града у слободном преводу значи „Кућа љубави“. 

## Становништво
| Година       |
| Становништво |
| ------------ |

## Привреда
Главни извозни производи Тонге се извозе преко луке Нукуалофе. То су: копра, банане, ванила и традиционалне рукотворине. Туризам има велики значај. 
Пеау Вавау, авио-компанија, имала је седиште у хотелу Пацифик Ројал у Нукуалофи. Бивша Ројал Тонган авио-компанија имала је седиште у згради Ројко у Нукуалофи.
Град има пијаце и централну пословну четврт. Велики део централног пословног округа је уништен током нереда у Нукуалофи 2006. године. Реконструкција је почела 2008. године, финансирана из зајма од 55 милиона долара из Кине.

### Саобраћај
Аутобуси долазе и полазе са главне аутобуске станице Вунским путем близу центра града. Аутобуске услуге су у приватном власништву, а њихови возачи могу сами да одреде свој распоред. Цене карата одређује влада, уз снижене стопе за школску децу. Аутобуси су обично у потпуности попуњени. Поред тога, неке школе и велики хотели имају своје аутобусе.
Постоје бројна такси возила, такође у приватном власништву. Многи људи који поседују аутомобил зарађују додатни новац пружајући такси услуге у слободно време. Цене такси услуга такође одређује влада. Већина породица има сопствени аутомобил; мали број становника вози бициклове. У Тонги не постоје оперативне железнице или трамваји, иако је некада постојала ускотрачна пруга од лагуне до пристаништа, која је дала име железничком путу.
Град има међународни аеродром који је удаљен 35 km.

## Настанак острва 2015. године
У јануару 2015. објављено је да је ново острво пречника око 1 km (0,6 mi) створено ерупцијом вулкана. Новоформирано острво се налази око 65 km (40 mi) северозападно од главног града.

## Градови побратими
Нукуалофа је побратимљена са:
- Витби, Уједињено Краљевство

## Занимљивости
Најзнаменитија грађевина Нукуалофе је Краљевска палата. Остале атракције су кеј краљице Салоте, краљевско гробље и бројне цркве. У Нукуалофи је једини биоскоп у држави. Ту је и стадион за рагби. 
У нередима 16. новембра 2006. страдао је велики део пословне четврти. 

## Галерија
- Међународни аеродром
- Краљевска палата